# Boris the Spider
«Boris the Spider» es una canción escrita por el bajista de The Who, John Entwistle. Aparece como segunda pista del álbum A Quick One de 1966, siendo también, la primera composición de John. La canción fue pieza fija de ejecución en los conciertos de la banda, al igual que «My Wife» y «The Quiet One», otras composiciones del bajista (ambas canciones escritas para reemplazar a «Boris the Spider», que Entwistle, se había cansado de cantar). A pesar de la popularidad que tomó la canción, nunca fue lanzada como sencillo en los Estados Unidos y el Reino Unido. En Japón, «Boris the Spider» fue lanzada como el lado B de «Whiskey Man» en 1967.
«Boris the Spider» fue escrita luego que Entwistle bebiera unos tragos con Bill Wyman, bajista de The Rolling Stones. Él y Wyman, estaban inventando nombres divertidos para diferentes animales, cuando a john se le ocurrió «Boris» para una araña. La canción fue escrita por Entwistle en 10 minutos, y se le considera una canción de terror.
El coro de la canción fue cantado con un bajo profundo por Entwistle, en contraste a la voz de fondo "creepy crawly", interpretada con un falsete. Estos discordantes pasajes y la comedia de humor negro que se formó por el tema, hizo a la canción, una de las favoritas por el público, siendo la única pieza del álbum que se prolongó a lo largo de la carrera de The Who.
Según Pete Townshend, en la revisión canción-por-canción del disco Meaty Beaty Big and Bouncy hecha por Rolling Stone, era la canción de The Who favorita del legendario guitarrista Jimi Hendrix.
Muchos músicos de death metal han expresado que el estilo de gruñidos del coro los influenció en sus voces, siendo «Boris The Spider» considerada, la primera canción de ese género en la historia de la música.